# 1965 en cyclisme
| Années du cyclisme : 1962 - 1963 - 1964 - 1965 - 1966 - 1967 - 1968    |
| Décennies du cyclisme : 1930 - 1940 - 1950 - 1960 - 1970 - 1980 - 1990 |

Les faits marquants de l'année 1965 en cyclisme.

## Par mois

### Février
- 13 février : l'Irlandais Seamus Elliott gagne le Grand Prix de Saint-Raphaël.
- 14 février : l'Espagnol José Segu Soriano gagne le Tour d'Andalousie.
- 14 février : l'Italien Michele Dancelli gagne le Grand Prix de Cannes.
- 21 février : l'Italien Marino Vigna gagne le Trophée Laigueglia.
- 21 février : le Français Paul Gutty gagne le Grand Prix d'Antibes.
- 25 février : le Belge Frans Melkenbeeck gagne le Grand Prix de Monaco.
- 28 février : le Belge Rik Van Looy gagne Sassari-Cagliari pour la deuxième fois.

### Mars
- 2 mars : le Français Jacques Cadiou gagne le Grand Prix d'Aix-en-Provence.
- 2 mars : l'Italien Italo Zilioli gagne la Course de côte du Mont Agel. Ensuite l'épreuve disparait du calendrier international.
- 5 mars : le Belge Noël De Pauw gagne le Circuit Het Volk.
- 7 mars : le Belge Guido Reybroeck gagne Kuurne-Bruxelles-Kuurne.
- 7 mars : le Belge Georges Coningsloo gagne le Tour du Limbourg.
- 7 mars : le Belge Rik Van Looy gagne le Tour de Sardaigne pour la deuxième fois.
- 7 mars : l'Espagnol José Perez Frances gagne le Tour du Levant.
- 7 mars : l'Italien Carmine Preziosi gagne Gênes-Nice.
- 9 mars : le Français Charly Grosskost gagne le Grand Prix de Nice.
- 11 mars : l'Espagnol : àntonio Bertran Panades gagne le Trophée Masferrer.
- 13 mars : l'Italien Vito Taccone gagne Milan-Turin.
- 13 mars : l'Espagnol Federico Bahamontes gagne la première édition de la course de côte de Montjuich, très vite l'épreuve va évoluer et se disputer en 2 épreuves comptant pour un classement général à savoir : une épreuve en ligne et une épreuve contre la montre.
- 13 mars : le Belge Roger Baguet gagne le Circuit des régions flamandes.
- 14 mars : l'Italien Roméo Venturelli gagne le Tour du Piémont.
- 14 mars : l'Espagnol José Luis Talamillo gagne la Semaine catalane.
- 14 mars : le Belge Bernard Vandekerckhove gagne le Circuit des Ardennes Flamandes.
- 16 mars : le Français Jacques Anquetil gagne Paris-Nice. Il signe sa quatrième victoire dans cette épreuve.
- 19 mars : Arie den Hartog gagne Milan-San Remo, il s'agit de la première victoire d'un Néerlandais dans cette classique.
- 20 mars : le Néerlandais Martin Van Ginneken gagne le Circuit de Waes, c'est la première édition de l'épreuve.
- 21 mars : l'Espagnol Julio Jiménez gagne Subida a Arrate.
- 23 mars : le Belge Noël De Pauw gagne Gand-Wevelgem.
- 27 mars : le Belge Rik Van Looy gagne le Grand Prix E3 pour la deuxième année d'affilée.
- 28 mars : l'Italien Adriano Durante gagne le Tour de la province de Reggio de Calabre.
- 28 mars : le Belge Rik Van Looy gagne le Circuit des 11 Villes.
- 30 mars : le Français Jacques Anquetil gagne le Critérium national de la route.pour la troisième fois.
- 31 mars : le Belge Willy Bocklant gagne la Flèche brabançonne.

### Avril
- 1er avril : 1re des 3 manches du championnat d'Italie sur route. l'Italien Michele Dancelli gagne le Tour de Campanie.
- 3 avril : le Belge Gustave Desmet gagne le Grand Prix de la Banque.
- 4 avril : le Français Jean Stablinski gagne le Grand Prix de Francfort.
- 4 avril : l'Espagnol Jesus Perez Frances gagne le Grand Prix de Printemps.
- 4 avril : l'Allemand Hansjörg Weber gagne le Tour des 4 Cantons.
- 9 avril : le Français Jean Stablinski gagne le Tour de Belgique.
- 11 avril : le Belge Rik Van Looy signe sa troisième et dernière victoire dans Paris-Roubaix.
- 15 avril : le Belge Jan Boonen gagne le Grand Prix Pino Cerami.
- 17 avril : le Néerlandais Jo de Roo s'impose lors du Tour des Flandres.
- 18 avril : le Néerlandais Jan Hugens gagne le Grand Prix de Dortmund.
- 18 avril : l'Espagnol Carlos Echevarria gagne le Grand Prix de Pâques.
- 19 avril : 2e manche du championnat d'Italie sur route. L'Italien Adriano Durante gagne le Trophée Bernocchi.
- 19 avril : le Belge Alfons Hermans gagne À travers la Belgique.
- 19 avril : le Belge Roger de Coninck gagne le Circuit des Régions Fruitières pour la deuxième fois.
- 20 avril : le Français Pierre Everaert gagne Paris-Camembert.
- 20 avril : le Belge Ludo Janssen gagne le Grand Prix de Denain.
- 22 avril : le Français Anatole Novak gagne le Tour de L'Hérault.
- 23 avril : le Belge Rik Van Looy gagne la Flèche Enghiennoise.
- 25 avril : le Tour de Majorque sort de son sommeil, l'Espagnol Antonio Gómez del Moral l'emporte.
- 25 avril : le Belge Edward Sels gagne Paris-Bruxelles.
- 25 avril : l'Italien Luciano Sambi gagne le Tour de Toscane.
- 25 avril : le Belge Willy Planckaert gagne Bruxelles-Charleroi-Bruxelles.
- 27 avril : le Belge Arthur Decabooter gagne la Nokere Koerse.
- 27 avril : l'Italien Carmine Preziosi gagne Bruxelles-Verviers.
- 29 avril : l'Italien Roberto Poggiali remporte la Flèche wallonne en battant Felice Gimondi au sprint.

### Mai
- 1er mai : l'Italien Dino Zandegu gagne le Tour de Romagne .
- 1er mai : le Néerlandais Bart Zoet gagne le Grand Prix Hoboken.
- 2 mai : l'Italien Franco Bitossi gagne le championnat de Zurich.
- 2 mai : l'Italien Carmine Preziosi gagne Liège-Bastogne-Liège, la plus grande course de sa carrière.
- 2 mai : le Français Jacques Anquetil gagne la Course de Côte du Mont-Faron Contre La Montre.
- 8 mai : le Belge Fernand de Ferm gagne le Grand Prix Jef Scherens.
- 9 mai : l'Italien Vittorio Adorni gagne le tour de Romandie.
- 9 mai l'Italien Danielo Ferrari gagne le Grand Prix Cemab.
- 9 mai : le Belge Gustaaf Desmet gagne les Quatre Jours de Dunkerque pour la deuxième fois d'affilée.
- 14 mai : l'Italien Gianni Motta gagne les Trois vallées varésines.
- 15 mai : l'Allemand Rolf Wolfshohl remporte la 20e édition du Tour d'Espagne.
- 16 mai : le Néerlandais Jan Janssen gagne le Tour des Pays-Bas. Ensuite l'épreuve entre en sommeil jusqu'en 1975.
- 18 mai : le Belge Emile Daems gagne le Circuit du Tournaisis.
- 22 mai : le Belge Bernard de Ville gagne la Flèche Côtière.
- 23 mai : le Belge Rik Van Looy gagne Bruxelles-Meulebeke pour la deuxième année d'affilée.
- 23 mai : le Belge Jan Nolmans gagne le Circuit Mandel-Lys-Escaut.
- 27 mai : le Néerlandais Huub Harings gagne le Tour de Condroz.
- 27 mai : le Belge Etienne Vercauteren gagne le Circuit des 3 Provinces Belge.
- 29 mai : le Belge Louis Proost gagne la Flèche des Polders.
- 30 mai : le Français Jacques Anquetil gagne le Critérium du Dauphiné libéré pour la deuxième fois.
- 30 mai : l'Irlandais Seamus Elliott gagne le Tour de l'Oise.
- 30 mai : le Belge Marcel Van Den Bogaert gagne le Tour du Brabant Central.
- 30 mai : le Belge Auguste Verhaegen gagne le Tour de Flandres Orientale.
- 31 mai : le Français Jacques Anquetil s'impose lors du Bordeaux-Paris mois de 24 heures après sa victoire au Dauphiné Libéré et réussi son pari.

### Juin
- 6 juin : l'Italien Vittorio Adorni  gagne la 48e édition du Tour d'Italie.
- 6 juin : le Belge Walter Boucquet gagne le Tour du Brabant Ouest.
- 7 juin : l'Espagnol Joaquin Galera gagne le Tour des vallées minières.
- 7 juin : le Néerlandais Léo Van Dongen gagne le Circuit de Flandre Orientale.
- 7 juin : le Néerlandais Léo Knops gagne la Flèche Hesbignonne.
- 11 juin : le Français André Foucher gagne le Grand Prix du Midi libre pour la deuxième fois d'affilée.
- 12 juin : le Belge Roger Swerts gagne Bruxelles-Liège.
- 12 juin : le Belge Léopold Van Den Neste gagne Escaut-Dendre-Lys.
- 13 juin : le Français Louis Rostollan gagne les Boucles de la Seine.
- 13 juin : le Belge Auguste Verhaegen gagne le Circuit de Belgique Centrale.
- 14 juin : l'Espagnol Miguel Pacheco gagne Porto-Lisbonne.
- 15 juin : le Britannique Vincent Denson gagne le Tour de Luxembourg.
- 16 juin : le Belge Willy Bocklant gagne Bruxelles-Ingooigem.
- 16 juin : l'Italien Franco Bitossi gagne le Tour de Suisse.
- 17 juin : le Français Jacques Anquetil gagne le Grand Prix de Forli pour la troisième fois. L'épreuve ne sera pas disputée en 1966 et reprendra en 1967.
- 19 juin : le Belge Raymond Vrancken gagne le Circuit du Limbourg.
- 20 juin : le Belge Jan Nolmans gagne le Circuit Hageland-Campine Sud.
- 22 juin : le Français Jacques Anquetil gagne le Manx Trophy. Le Français est en grande forme comme le prouvent ses 4 succès obtenus en près de 3 semaines, pourtant il décide de ne pas participer au Tour de France, il a déclaré "une nouvelle victoire ne m'apporterais pas plus, par contre une défaite me ferait perdre des contrats dans les critériums".
- 22 juin : départ du Tour de France. En l'absence du Français Jacques Anquetil, son compatriote Raymond Poulidor est archi favori. Les vainqueurs d'étapes obtiennent 1 minute de bonification et leurs seconds 30 secondes de bonification. Les vainqueurs des étapes contre la montre obtiennent 20 secondes de bonification et leurs seconds 10 secondes de bonification. Le Belge Rik Van Looy gagne, au sprint devant tout le peloton, la 1ere demi-étape de la 1ere étape Cologne-Liège, 2eme le Belge Georges Vandenberghe, 3eme le Belge Ward Sels. Van Looy prend le premier maillot jaune.
- la 2eme demi-étape contre la montre par équipe autour de Liège est remportée par l'équipe Ford-France, 2eme l'équipe Peugeot à 3 secondes, 3eme l'équipe Solo-Superia à 18 secondes. Au classement général sont pris en compte les temps réalisés individuellement par les coureurs, 1er le Belge Van Looy, 2eme le Néerlandais Arie Den Hartog à 54 secondes, 3eme le Français Lucien Aimar à 54 secondes également.
- 23 juin : le Belge Bernard Van de Kerckhove gagne, au sprint devant ses 2 compagnons d'échappée, la 2eme étape du Tour de France Liège-Roubaix, 2eme l'Italien Felice Gimondi, 3eme le Belge Victor Van Schill, d'autres hommes sont intercalés parmi lesquels le Néerlandais Arie Den Hartog 10eme à 14 secondes. Le sprint du peloton est remporté par le Néerlandais Joo de Roo 14eme à 1 minutes 19 secondes. Au classement général, Van de Kerckhove prend le maillot jaune, 2eme Gimondi à 53 secondes, 3eme Den Hartog à 1 minute 8 secondes.
- 24 juin : l'Italien Felice Gimondi gagne la 3eme étape du Tour de France Roubaix-Rouen, 2eme le Britannique Michael Wright à 2 secondes, 3eme le Belge Walter Boucquet à 5 secondes, 4eme le Belge Willy Monty même temps, 5eme le Néerlandais Cees Haast même temps également, d'autres hommes sont intercalés et le Belge Gustave Desmet 11eme à 32 secondes remporte le sprint du peloton. Au classement général, Gimondi prend le maillot jaune, 2eme le Belge Bernard Van de Kerckhove à 39 secondes, 3eme le Néerlandais Cees Haast à 1 minute 39 secondes.
- 25 juin : le Belge Edgard Sorgeloos gagne, au sprint devant ses 4 compagnons d'échappée, la 4eme étape du Tour de France Caen-Saint Brieuc, 2eme le Néerlandais Cees Lute, 3eme le Belge Willy Monty, le sprint du peloton est remporté par le Britannique Tom Simpson 6eme à 53 secondes. Au classement général, l'Italien Felice Gimondi reste leader, 2eme le Belge Bernard Van de Kerckhove à 39 secondes, 3eme Sorgeloos à 1 minute 25 secondes.
- 26 juin la 1ere demi-étape de la 5eme étape du Tour de France Saint Brieuc-Chateaulin est remportée par le Néerlandais Cees Van Espen, 2eme le Néerlandais Léo Van Dongen à 39 secondes, 3eme le Belge Michel Van Aerde à 50 secondes, 3 hommes sont intercalés et le Belge Auguste Verhaegen 7eme à 2 minutes 9 secondes remporte le sprint du peloton. Au classement général l'Italien Felice Gimondi devance Van Espen 2eme de 23 secondes, 3eme le Belge Bernard Van de Kerckhove à 39 secondes.
- la 2eme demi-étape contre la montre autour de Chateaulin est remportée par le Français Raymond Poulidor, 2eme l'Italien Felice Gimondi à 7 secondes, 3eme l'Italien Gianni Motta à 19 secondes, 4eme le Belge Ferdinand Bracke à 24 secondes, 5eme l'Italien Vittorio Adorni à 30 secondes, le Belge Bernard Van de Kerckhove finit 16eme à 1 minute 38 secondes. L'Espagnol Federico Bahamontes est 29eme à 2 minutes 16 secondes, le Belge Rik Van Looy 41eme à 2 minutes 42 secondes déçoit, le Néerlandais Cees Van Espen termine 48eme à 2 minutes 55 secondes. Au classement général, le surprenant Gimondi reste leader avec 2 minute 20 secondes d'avance sur Van de Kerckhove 2eme, l'Italien Vittorio Adorni est 3eme à 2 minutes 49 secondes, 4eme Bracke à 2 minutes 57 secondes, 5eme Poulidor à 3 minutes 6 secondes.
- 27 juin : le Belge Guido Reybrouck gagne, au sprint devant tout le peloton, la 6eme étape du Tour de France Quimper-La Baule, 2eme le Belge Roger Swerts, 3eme le Néerlandais Joo de Roo. Pas de changement au classement général.
- 27 juin : le Français Jean Stablinski gagne le Tour du Canton d'Argovie.
- 28 juin : le Belge Ward Sels gagne, au sprint devant ses 8 compagnons d'échappée, la 7eme étape du Tour de France La Baule-La Rochelle, 2eme le Belge Gustave Desmet, 3eme l'Allemand Rolf Wolfshol, 4eme le Belge Gilbert Desmet 1 (il y a deux Gilbert Desmet dans le peloton), le Néerlandais Cees Van Espen est 5eme et le Belge Bernard Van de Kerckhove est 7eme tous même temps, d'autres hommes intercalés suivent. Le Belge Guido Reybrouck 16eme remporte le sprint du peloton.  Bernard Van de Kerckhove reprend le maillot jaune, 2eme Van Espen à 1 minute 1 secondes, 3eme Gilbert Desmet 1 à 1 minute 56 secondes, 4eme Gimondi à 2 minutes 10 secondes, 5eme Wolfshol à 3 minutes 4 secondes..
- 29 juin : le Néerlandais Joo de Roo gagne la 8eme étape du Tour de France La Rochelle-Bordeaux devant son compagnon d'échappée le Français Roger Pingeon 2eme, le Belge Julien Haelterman 3eme à 54 secondes remporte le sprint du peloton. pas de changement en tête du classement général.
- 30 juin : l'Espagnol Julio Jimenez, échappé dans le col du Tourmalet,  gagne en solitaire  la 9eme étape du Tour de France Dax-Bagnéres de Bigorre qui emprunte les cols d'Aubisque et du Tourmalet, 2eme le Français André Foucher à 2 minutes 48 secondes, 3eme l'Italien Gianni Motta à 3 minutes, 4eme le Français André Zimmermann, 5eme le Français Jean Claude Lebaude, tous même temps, l'Italien Felice Gimondi est 6eme à 4 minutes 5 secondes, 7eme son compatriote Guido de Rosso même temps, l'Espagnol Esteban Martin est 8eme à 4 minutes 6 secondes, le Français Raymond Poulidor termine 9eme même temps. Le Belge Gilbert Desmet 1 finit 47eme à 13 minutes 44 secondes, l'Allemand Rolf Wolfshol termine 100eme à 24 minutes 55 secondes et le Néerlandais Cees Van Espen franchit la ligne d'arrivée 108eme à 30 minutes 28 secondes, ces trois coureurs quittent les premières places. Au classement général, Gimondi reprend le maillot jaune, 2eme Poulidor à 3 minutes 12 secondes, 3eme à égalité à 4 minutes 23 secondes, les Français André Foucher et Jean Claude Lebaude, Motta est 5eme à 4 minutes 32 secondes. L'étape a été marqué par des abandons en masse, dont ceux des Belges Bernard Van de Kerckhove (porteur du maillot jaune) et Gustave Desmet, des Néerlandais Arie Den Hartog et Peter Post. Le Français Lucien Aimar est victime d'un malaise et abandonne aussi, tout ceci fait penser à une prise collective de produits dopants, même l'Espagnol Federico Bahamontes est malade et arrive 116eme, soit avant dernier, à 37 minutes 48 secondes, il abandonnera au cours de la prochaine étape. L'Italien Vittorio Adorni, vainqueur du Giro et leader de l'équipe Salvarani abandonne aussi. De ce fait son équipier Felice Gimondi devient leader de l'équipe, mais personne à ce moment de la course pense que ce néo-professionnel sera le vainqueur final. D'autant plus qu'il a déjà le Tour d'Italie dans les jambes (qu'il a terminé 3eme), on s'attend à un coup de fatigue de sa part. Poulidor est plus que jamais le favori des pronostics.

### Juillet
- 1er juillet : le Belge Guido Reybrouck gagne, au sprint devant ses 3 compagnons d'échappée, la 10eme étape du Tour de France Bagnéres de Bigorre-Ax les Thermes qui emprunte les cols du Portet d'Aspet, de Port et de Chioula, 2eme le Belge Rik Van Looy, 3eme le Néerlandais Auguste Verhargen à 3 secondes, 4eme l'Italien Arnaldo Pambianco à 4 secondes. Suivent 4 hommes intercalés et l'Espagnol Juan José Sagarduy 8eme à 2 minutes 30 secondes remporte le sprint du groupe des favoris. Pas de changement en tête du classement général.
- 2 juillet : l'Espagnol José Perez-Frances, en s'échappant au pied du col du Puymorens, gagne en solitaire la 11eme étape du Tour de France Ax les Thermes-Barcelone qui emprunte les cols du Puymorens et de Tosas, 2eme le Belge Georges Vandenberghe à 4 minutes 23 secondes, 3eme le Belge Victor Van Schil à 4 minutes 35 secondes, 4eme l'Espagnol Joaquim Galera à 4 minutes 37 secondes, l'Espagnol Francisco Gabica 5eme à 4 minutes 45 secondes remporte le sprint du groupe où se trouvent tous les favoris. Le Français Jean Claude Lebaude arrive dans un autre groupe 84eme à 5 minutes 20 secondes. Au classement général : 1er l'Italien Felice Gimondi, 2eme le Français Raymond Poulidor à 3 minutes 12 secondes, 3eme le Français André Foucher à 4 minutes 23 secondes, 4eme l'Italien Gianni Motta à 4 minutes 32 secondes, 5eme Lebaude à 4 minutes 55 secondes. Il y a repos le 3 juillet.
- 4 juillet : le Néerlandais Jan Janssen gagne, au sprint devant ses 7 compagnons d'échappée, la 12eme étape du Tour de France Barcelone-Perpignan, 2eme le Belge Frans Brands, 3eme le Français Roger Pingeon, le Belge Georges Vandenberghe 9eme à 32 secondes remporte le sprint du peloton. Pas de changement en tête du classement général.
- 5 juillet : l'Italien Adriano Durante gagne, au sprint devant tout le peloton, la 13eme étape du Tour de France Perpignan-Montpellier, 2eme le Néerlandais Cees Lute, 3eme le Britannique Michaël Wright.
- 6 juillet : le Français Raymond Poulidor gagne la 14eme étape du Tour de France Montpellier-Mont Ventoux (escaladé par Bédouin), 2eme l'Espagnol Julio Jimenez (le favori de l'étape) à 6 secondes, 3eme le Français Henry Anglade à 1 minute 29 secondes, 4eme l'Italien Felice Gimondi à 1 minute 38 secondes, 5eme l'Espagnol Joaquim Galera à 1 minute 43 secondes, 6eme l'Italien Guido de Rosso à 1 minute 50 secondes, 7eme le Français Jean Claude Lebaude à 1 minute 55 secondes. Le Français André Foucher termine 13eme à 4 minutes 13 secondes et le grand battu du jour est l'Italien Gianni Motta 14eme à 4 minutes 16 secondes. Poulidor a attaqué au Chalet Reynard même Jimenez a souffert pour le suivre. Au classement général Gimondi garde le maillot jaune pour 34 secondes devant Poulidor second, 3eme Lebaude à 3 minutes 27 secondes, 4eme Motta à 6 minutes 50 secondes, 5eme Anglade à 6 minutes 52 secondes, Foucher 6eme est à 6 minutes 58 secondes. A cet instant de la course personne ne voit Poulidor perdre le Tour. Après sa démonstration de grimpeur, tout un chacun pense qu'il prendra le maillot jaune quand il le voudra.
- 7 juillet : l'Italien Giuseppe Fezzardi gagne, au sprint devant son compagnon d'échappée, la 15eme étape du Tour de France Carpentras-Gap qui emprunte les cols de Perty et de la Sentinelle, 2eme le Belge Gilbert Desmet 1, 3eme le Néerlandais Auguste Verhaegen à 35 secondes, 3 hommes sont intercalés et le Néerlandais Jan Janssen 7eme à 3 minutes 16 secondes remporte le sprint du peloton. Pas de changement en tête du classement général.
- 7 juillet : le Belge Joseph Hoevenaers gagne le Circuit des Monts du Sud-Ouest.
- 8 juillet : l'Espagnol Joaquim Galera gagne en solitaire la 16eme étape du Tour de France Gap-Briançon qui emprunte le col de Vars et de l'Izoard, 2eme l'Italien Gianni Motta à 45 secondes, 3eme l'Italien Felice Gimondi à 1 minute 1 seconde, 4eme l'Espagnol Julio Jimenez à 1 minute 4 secondes. Le Français Raymond Poulidor 7eme à 1 minute 6 secondes déçoit, le Français Henry Anglade est 9eme même temps, le Français Jean Claude Lebaude finit 13eme à 1 minute 59 secondes et limite les dégâts. Le Français André Foucher 18eme à 2 minutes 43 secondes, quitte la tête du classement général. Alors qu'il possédait 30 secondes d'avance sur Gimondi dans Vars, Poulidor n'a pas insisté au grand dépit de ses supporteurs. Dans l'Izoard, Poulidor a souffert pour suivre Gimondi et dans la rampe finale à Briançon, Poupou concède 5 secondes à Gimondi. Au classement général ce dernier renforce un peu sa 1ere place avec 39 secondes d'avance sur Poulidor second, 3eme Lebaude à 4 minutes 25 secondes, 4eme Motta à 6 minutes 24 secondes.
- 9 juillet : l'Espagnol Julio Jimenez après s'être échappée au pied du col de Porte, gagne en solitaire la 17eme étape du Tour de France Briançon-Aix les Bains qui emprunte les cols du Lautaret, de Porte, du Cucheron et du Granier, 2eme le Belge Frans Brands à 1 minute 39 secondes, 3eme l'Espagnol Joaquim Galera à 1 minute 40 secondes, 2 hommes sont intercalés et le Néerlandais Jan Janssen 6eme à 4 minutes 45 secondes remporte le sprint du groupe des favoris. A la veille du contre la montre du Mont Revard Tous les favoris se sont neutralisés. Pas de changement en tête du classement général.
- 10 juillet : le contre la montre en côte de la 18e étape du Tour de France avec arrivée au sommet du Mont Revard est remporté par l'Italien Felice Gimondi, 2eme le Français Raymond Poulidor à 23 secondes, 3eme le Français Roger Pingeon à 1 minute 40 secondes, 4eme le Français Henry Anglade à 1 minute 46 secondes, 5eme l'Italien Gianni Motta à 1 minute 54 secondes, le Français Jean Claude Lebaude arrive 21eme à 5 minutes 14 secondes. Au classement général Gimondi maillot jaune repousse Poulidor son second à 1 minute 12 secondes, 3eme Motta à 8 minutes 38 secondes, 4eme Lebaude à 9 minutes 59 secondes. Sur le papier la victoire de Gimondi n'est pas encore acquise, mais psychologiquement Poulidor est touché. Alors qu'il était censé prendre le maillot jaune, il perd du terrain sur l'Italien. Mais la France du cyclisme espère encore un retournement de situation dans le contre la montre final à Paris.
- 11 juillet : le Belge Rik Van Looy gagne, au sprint devant ses 3 compagnons d'échappée, la 19eme étape du Tour de France Aix les Bains-Lyon, 2eme le Néerlandais Bas Maliepaard, 3eme le Suisse René Bengeli, 4eme l'Espagnol Sebastian Elorza, tous même temps, le Néerlandais Gerben Karstens 5eme à 4 minutes 59 remporte le sprint du peloton. Pas de changement en tête du classement général.
- 11 juillet : l'Espagnol Domingo Perurena gagne le Tour de Cantabrie.
- 12 juillet : le Britannique Michael Wright gagne la 20eme étape du Tour de France Lyon-Auxerre, 2eme le Français Michel grain à 2 secondes, 3eme le Néerlandais Henk Nijdam à 18 secondes, 4eme le Français Jean Milesi à 24 secondes et le Néerlandais Jan Janssen 5eme à 45 secondes remporte le sprint du peloton. Pas de changement en tête du classement général.
- 13 juillet : le Néerlandais Gerben Karstens gagne déraché la 21eme étape du Tour de France Auxerre-Versailles, 2eme le Belge Rik Van Looy à 45 secondes, 3eme le Belge Guido Reybrouck puis tout le peloton.
- 14 juillet : le contre la montre de la 22eme étape du Tour de France Versailles-Paris est remporté par l'Italien Felice Gimondi, son compatriote Gianni Motta est second à 30 secondes, 3eme le Français Raymond Poulidor à 1 minute 8 secondes. Gimondi remporte également le Tour de France devant Poulidor 2eme à 2 minutes 40 secondes, 3eme Motta à 9 minutes 18 secondes. Le Néerlandais Jan Janssen remporte, pour la deuxième fois d'affilée, le classement par points symbolisé par le maillot vert. L'espagnol Julio Jimenez remporte le Grand Prix de la montagne qui n'a pas encore de maillot distinctif. C'est l'unique fois dans l'histoire du Tour de France qu'un néo-professionnel triomphe dans le Tour de France. De fait il est le seul coureur de l'histoire à enchaîner une victoire dans le Tour de France après avoir gagné le Tour de l'Avenir l'année d'avant. Le Tour de l'avenir était alors le Tour de France réservé aux seuls coureurs amateurs. Poulidor gagne sa réputation d'éternel second avec cette seconde 2eme place consécutive, mais durant l'épreuve il a gagné son surnom de Poupou. Sa popularité ne faiblira pas, il va même être le porte drapeau du cyclisme Français et les "Allez Poupou ! " retentiront au bord des routes Françaises jusqu'en 1977. La  longévité de la carrière de Gimondi sera longue également, il sera lui aussi le chouchou des Italiens et le porte drapeau du cyclisme Italien, les " Forza Gimondi ! " retentiront au bord des routes Italiennes jusqu'en 1978.
- 17 juillet : le Belge Walter Godefroot gagne le Circuit du Sud-Ouest Belge.
- 20 juillet : l'Italien Michele Dancelli gagne le Grand Prix de Montelupo.
- 25 juillet : 3e manche du championnat d'Italie sur route. L'Italien Guido De Rosso gagne le Trophée Mattéotti pour la deuxième année d'affilée. A l'issue de la course l'Italien Michelle Dancelli devient champion d'Italie sur route.
- 25 juillet : l'Espagnol Roberto Morales Erostarbe gagne le Grand Prix de Villafranca.
- 27 juillet : le Belge Willy Vannitsen gagne le Grand Prix de l'Escaut.
- 31 juillet : l'Espagnol Antonio Gómez del Moral gagne le Circuit de Getxo.

### Août
- 1er août : le Néerlandais Joo de Roo conserve son titre de champion des Pays-Bas sur route.
- 1er août : le Luxembourgeois Johnny Schleck devient champion du Luxembourg sur route.
- 1er août : l'Allemand Winfried Bölke devient champion de RFA sur route.
- 1er août : le Suisse Robert Hagmann devient champion de Suisse sur route.
- 1er août : le Britannique Albert Hitchen devient champion de Grande-Bretagne sur route.
- 1er août : le Belge Walter Godefroot devient champion de Belgique sur route.
- 1er août : l'Italien Michele Dancelli gagne le Grand Prix de Prato pour la deuxième fois d'affilée.
- 8 août : l'Italien Michele Dancelli gagne le Tour des Apennins.
- 8 août : l'Italien Vittorio Adorni gagne le Bol d'Or des Monedières.
- 9 août : le Français Guy Agnolin gagne le Tour du Morbihan.
- 13 août : le Belge Frans Aerenhouts gagne la Flèche Anversoise.
- 15 août : après une décennie de sommeil le Tour d'Aragon reprend, l'Espagnol José Pujol l'emporte.
- 17 août : le Belge Frans Aerenhouts gagne le Grand Prix de Zottegem.
- 18 août : l'Italien Michele Dancelli gagne la Coupe Placci.
- 21 août : le Belge Gustave Desmet gagne la Flèche de Liedekerke.
- 22 août : l'Espagnol Antonio Gomez Del Moral devient champion d'Espagne sur route.
- 22 août : le Français Henry Anglade devient champion de France de cyclisme sur route.
- 22 août : l'Italien Guido De Rosso gagne Milan-Vignola pour la deuxième année d'affilée.
- 28 août : l'Espagnol Andres Incera Paradelo gagne le Grand Prix Llodio.
- 29 août :  le Belge Herman Van Loo gagne le Circuit de Dunkerque.
- 30 août : le Français Jean Stablinski gagne Paris-Luxembourg.
- 31 août : le Français François Goadsduff gagne le Grand Prix de Plouay.
- 31 août : le Belge Roger Rosiers gagne la Coupe Sels.

### Septembre
- le Belge Joseph Spruyt gagne la Course des raisins à Overijse.
- 4 septembre : à Lasarte (Espagne) l'Allemande de l'est Elisabeth Kleinhans-Eicholz est championne du monde sur route.
- 4 septembre : à Lasarte (Espagne) le Français Jean Botherel devient champion du monde amateur sur route.
- 5 septembre : Tom Simpson devient champion du monde sur route à Lasarte-Oria en Espagne. L'Allemand Rudy Altig est médaille d'argent, le Belge Roger Swert est médaille de bronze.
- 6-12 septembre : championnats du monde de cyclisme sur piste à Saint-Sébastien (Espagne). L'Italien Giuseppe Beghetto est champion du monde de vitesse professionnelle. Le Soviétique Omar Phakadze est champion du monde de vitesse amateur. L'Italien Leandro Faggin est champion du monde de poursuite professionnelle pour la deuxième fois. Le Néerlandais Tiemen Groen est champion du monde de poursuite amateur pour la deuxième année d'affilée.
- 6 septembre : le Français Guy Agnolin gagne le Circuit des Boucles de l'Aulne.
- 7 septembre : le Belge Walter Godefroot gagne le Grand Prix de Brasschaat.
- 12 septembre : l'Italien Battista Monti gagne le Grand Prix de Camaiore.
- 12 septembre : le Belge Robert Lelangue gagne le Tour du Nord-Ouest de la Suisse.
- 12 septembre : le Français Paul Gutty gagne la Poly Lyonnaise.
- 16 septembre : l'Irlandais Seamus Elliott gagne le Grand Prix d'Orchies.
- 16 septembre : le Danois Pall Lykke Jensen gagne le Championnat des Flandres.
- 19 septembre : l'Espagnol Antonio Gómez del Moral gagne le Tour de Catalogne.
- 19 septembre : le Français Jacques Anquetil gagne le Grand Prix des Nations pour la huitième fois. Cette victoire lui assure de gagner le Trophée Super Prestige Pernod pour la troisième fois et le Trophée Prestige Pernod également pour la troisième fois. Son compatriote Georges Chappe remporte le Trophée Promotion Pernod.
- 23 septembre : l'Espagnol Juan Maria Uribezubia gagne le Tour de La Rioja.
- 25 septembre : le Suisse Jean Paul Crisinel gagne le Grand Prix de Lausanne.
- 26 septembre : le Belge Willy Bocklant gagne le Grand Prix d'Isbergues.
- 26 septembre : l'Espagnol Joaquim Galera gagne Subida al Naranco.
- 28 septembre : le Belge André Noyelle gagne le Circuit des frontières.
- 29 septembre : l'Italien Michele Dancelli gagne le Tour de Vénétie.
- 30 septembre : l'Italien Franco Bitossi gagne le Tour du Latium.
- 30 septembre : le Belge Gilbert Desmet gagne le Circuit du Houtland.

### Octobre
- 3 octobre : le Belge Georges Van Coningsloo gagne le Grand Prix de Fourmies. Cette épreuve ne sera pas disputée en 1966 et reprendra en 1967.
- 4 octobre : l'Italien Michele Dancelli gagne le Tour d'Émilie.
- 7 octobre : l'Italien Luciano Armani gagne la Coupe Sabatini.
- 10 octobre : le Néerlandais Gerben Karstens gagne Paris-Tours.
- 10 octobre : le Français Raymond Poulidor gagne la course de côte de Montjuich nouvelle formule.
- 12 octobre : le Belge Frans Brands gagne le Grand Prix de Clôture.
- 13 octobre : l'Italien Tommaso De Pra gagne la Coppa Agostoni.
- 16 octobre: Tom Simpson gagne sa dernière classique lors du Tour de Lombardie, il devient le premier Britannique à s'imposer dans cette épreuve.
- 24 octobre : le Français Jacques Anquetil gagne le Grand Prix de Lugano pour la septième fois.

### Novembre
- 4 novembre : la paire française Jacques Anquetil-Jean Stablinski gagne le Trophée Baracchi.

## Principaux champions nationaux sur route
- Allemagne : Winfried Boelke (Peugeot-BP-Michelin)
- Belgique : Walter Godefroot (Wiel's-Groene Leeuw)
- Espagne : Antonio Gómez del Moral (KAS - Kaskol)
- France : Henry Anglade (Pelforth-Sauvage-Lejeune)
- Italie : Michele Dancelli (Molteni)
- Pays-Bas : Jo de Roo (Televizier)

## Principales naissances
- 1er janvier : Assiat Saitov, cycliste russe.
- 27 janvier : Frans Maassen, cycliste néerlandais.
- 27 mars : William Palacio, cycliste colombien.
- 30 avril : Rolf Sørensen, cycliste danois.
- 2 juillet : Valerio Tebaldi, cycliste italien.
- 7 juillet : Gérard Rué, cycliste français.
- 16 juillet : Gianni Faresin, cycliste italien.
- 21 juillet : Francis Moreau
- 17 septembre : Hubert Pallhuber, cycliste italien.
- 24 septembre : Fabrice Philipot, cycliste français.
- 13 octobre : Johan Museeuw, cycliste belge.
- 9 décembre : Romeo Venturelli, cycliste italien.
- 24 décembre : Michel Cornelisse, cycliste et directeur sportif néerlandais.

## Principaux décès
- 26 juin : Maurice Brocco, cycliste français. (° 28 janvier 1885).